# Alexandre Aguado

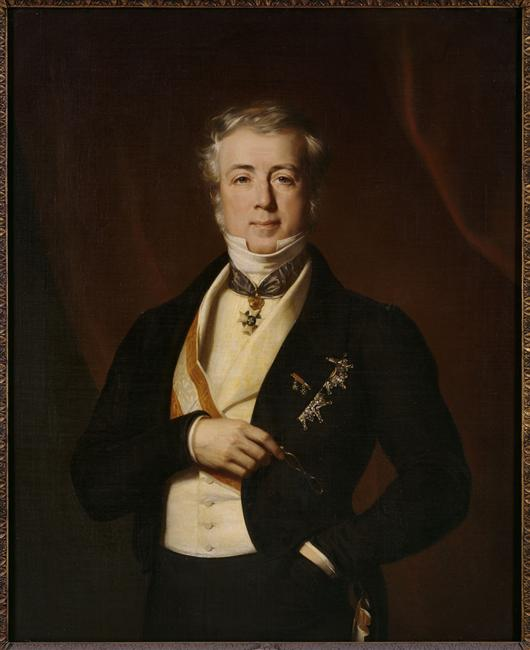
Alexandre Aguado

Alejandro María de Aguado (* 28. oder 29. Juni 1784 in Sevilla; † 14. April 1842 in Gijón, Spanien) war einer der reichsten Bankiers in Paris.

## Leben
Aguado gab an, seine Eltern seien Israeliten gewesen. Er war der zweite Sohn des Grafen Alexander Aguado von Montelirios und dessen Frau Mariana Ramírez de Estenoz (oder Esténòs) sowie ein Neffe des Generals Gonzalo O’farril, der ihn anfangs in Mathematik unterrichtete und durch den er im Alter von 14 Jahren 1799 als Kadett in den Militärdienst eintrat. Er diente zunächst im Infanterieregiment Jaén und wechselte im Juni 1808 zum Sevilla Freiwilligenbataillon Nr. 4. Mit diesem nahm er an der Schlachten bei Tudela und den Kämpfen bei Uclés gegen die napoleonischen Truppen teil. Nach der Besetzung Sevillas zur Zeit der französischen Invasion in Spanien, trat er als einer der Afrancesados in die Armee von Joseph Bonaparte ein und wurde Adjutant im Generalstab des Marschalls Nicolas Jean-de-Dieu Soult. Als Oberst eines spanischen Ulanen-Regiments nahm er an zahlreichen Gefechten teil. Zur Nach dem Sturz Napoleons nahm er seinen Abschied und wurde bald zu einem der mächtigsten Finanziers seiner Zeit. In Paris gründete er ein Bankgeschäft, das sich schnell zu einem der führenden Häuser entwickelte. 1829 wurde er offiziell durch König Karl X. in Frankreich eingebürgert. Er negoziierte mehrere spanische Anleihen, da er die ihm verliehene unbeschränkte Vollmacht zur Rettung Spaniens vor dem Staatsbankrott verwendete. Die von seinem Hause ausgegangenen Papiere wurden „Aguados“ genannt. Auch die griechische Anleihe aus dem 1834 kam durch ihn zu Stande. Im Jahr 1829 erfolgte die Ernennung zum Marques de las Marismas del Guadalquivir durch Ferdinand VII. für seine Verdienste „um die Austrocknung der Moräjte an der Mündung des Guadalquivir“ Er hatte den Kanal von Kastilien und das Trocknen der Sümpfe des Guadalquivir veranlasst.
1831 gab Aguado die Leitung seines Bankhauses ab und widmete sich der Förderung kultureller Einrichtungen. So finanzierte er bis zu seinem Tod die Pariser Oper und das Théâtre-Italien. Er ließ die Zeitschrift Revue de Paris herausgeben und legte eine bedeutende private Kunstsammlung mit rund 360 Gemälden spanischer Maler oder Werken italienischer und niederländisch-flämischen Schulen, wie Antonio González Velázquez, Bartolomé Esteban Murillo, Ribera, Francisco de Zurbarán, Leonardo da Vinci, Raffael, Peter Paul Rubens und Rembrandt van Rijn an.

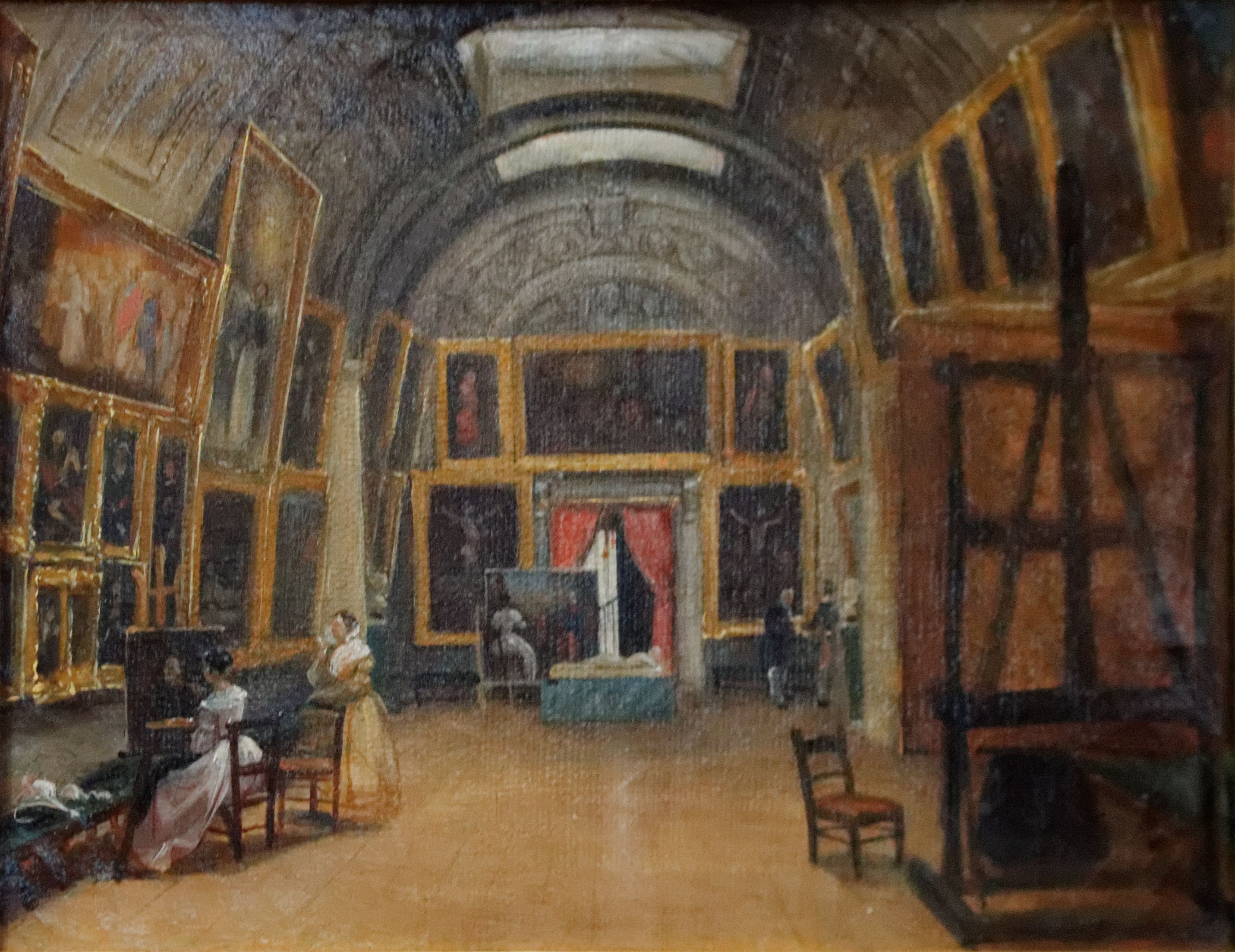
Die Galerie Aguado um 1840

Bei seinem Tod hatte er ein Vermögen von 60 Millionen Franc und eine umfangreiche Gemäldegalerie angesammelt. Zudem besaß er ein Hotel in der Pariser Rue de la Grange Batelière und hatte 1827 das Château de Petit-Bourg in Évry erworben, der zu einem Treffpunkt für Lyriker, Künstler, Komponisten und Schriftsteller wurde. Zu seinen Gästen zählten Honoré de Balzac, Gioachino Rossini und Gérard de Nerval.
Er ließ unter anderem bei Ris-Orangis für 700000 Franc eine Brücke über die Seine errichten. Sie wurde Pont Aguado genannt und erlaubte ihm und seinen Nachfahren bis zum Jahr 1921 für die Überquerung ein Brückengeld zu erheben.
Aguado unternahm im April 1842 eine Reise nach Asturien, um seine Minen in Langreo zu besichtigen. Kurz nachdem er in Gijón angekommen war erlitt er einen plötzlichen Schlaganfall. Sein Leichnam wurde nach Paris überführt und auf dem Friedhof Père-Lachaise beigesetzt.

## Ehrungen
- 1829: Großkreuz der Ehrenlegion
- Großkreuz und Commander des Ordens Isabella die Katholische
- Orden des Erlösers
- Kommandeurkreuz des Ordens Karl III.
- Bürgermeister von Evry

## Familie

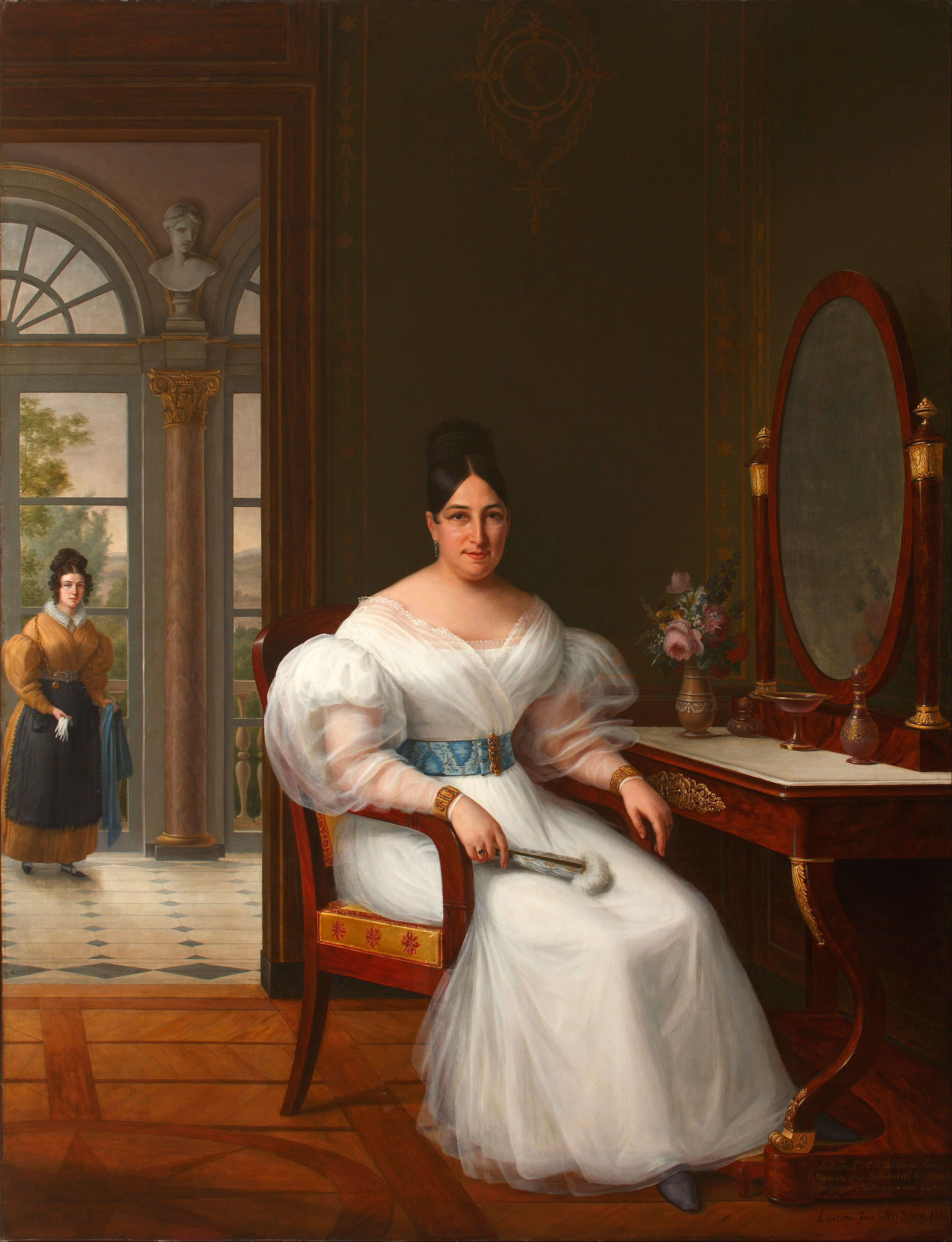
Carmen Moreno

Aguado war mit seit Juli 1830 mit Maria del Carmen Victoria Moreno (1788–1867) verheiratet, mit der er drei Söhne hatte:
- Alexandre Jean Marie Manuel Aguado (1813–1861), erbte den Titel des Marquis von Las Marismas, wurde Offizier und litt bis zu seinem Tod an Geistesverwirrung ⚭ Claire Emily oder Emilie (geborene Mac Donell) (1817–1905) war kurz vor der Heirat 1841 zur Ehrendame der Kaiserin Eugenie ernannt worden, sie hatten drei Kinder:[1].
  - Alexandre Hugues Marie (1842–1882) Marquis von Las Marismas
  - Carmen Ida Marie (1847–1880), heiratete 1867 Adalbert de Talleyrand-Périgord, Herzog von Montmorency (1837–1915)
  - Arthur Olympio Georges (1845–1894) Marquis von Las Marismas
- Olympe Aguado (1827–1894), Marquis von Las Marismas
- Onésipe Aguado (1830–1895), der den Titel Viscount Onesippe Aguado führte, wurde Kammerherr von Kaiser Napoleon III. ⚭ Claire Emily oder Emilie (Marquise de Las Marismas, geb. Mac Donell, Witwe seines älteren Bruders),

Bereits sein Großvater Antonio Aguado war aufgrund seiner Verdienste, oder seines Reichtums, Ritter von Calatrava und erster Graf von Montelirios geworden.